# 一宮銀行
一宮銀行（いちのみやぎんこう）は、明治期から大正期の私立銀行で、愛知県中島郡一宮町（現一宮市）に設立。
1881年（明治14年）に、愛知県中島郡一宮町を本店に設立。1913年（大正2年）に営業困難に陥り6週間の臨時休業を実施。1915年（大正4年）に本店及び南出張所を愛知銀行（東海銀行の前身の一つ）に譲渡、犬山支店を犬山銀行に譲渡し歴史の幕を閉じた。

## 沿革
- 1881年（明治14年）10月27日：設立
- 1881年（明治14年）11月5日：開業
- 1893年（明治26年）12月29日：株式会社組織に変更、資本金を20万円に増資
- 1913年（大正2年）：臨時休業6週間、減資などで整理し営業再開
- 1915年（大正4年）5月10日：愛知銀行と犬山銀行に営業譲渡
- 1915年（大正4年）5月31日：解散

## 営業譲渡時の店舗等
- 本店

愛知県中島郡一宮町大字一宮544番戸
- 資本金：15万円（全額払込済）
- 頭取：土川弥七郎